# Kam?
»Kam?« je pesem Franceta Prešerna, prvič objavljena v časopisu Illyrisches Blatt 30. aprila 1836 vzporedno s pesnikovim nemškim prevodom Wohin?. Nastala je okoli leta 1835 in je bila najprej namenjena za Krajnsko čbelico, vendar zbornik tistega leta ni izšel. Pesem se v prvotnem zapisu ni ohranila, v prvi objavi pa še ni bila razdeljena v kitice.

## Okoliščine nastanka
Pesem sodi v obdobje Prešernovega ustvarjanja (1834–1839), katerega glavna značilnost je odklon od soneta in preusmerjanje k baladi, romanci ter ljudskemu pesništvu. Začetek tega obdobja se do neke mere pokriva z letnico Čopove smrti (1835), kar kaže na izgubo ene izmed pomembnih zunanjih pobud k ustvarjanju umetniško zahtevnejše poezije, kakršni se je skoraj v celoti posvečal v obdobju tesnih stikov s Čopom (1828–1835). Poleg tega zunanjega vzroka so delovali tudi pesnikovi osebni razlogi, ki so ga vse bolj odvračali od visoke poezije. Med prvimi je bilo spoznanje, da je Julija Primic zanj za vedno izgubljena, saj se je leta 1835 zaročila z Jožefom Anzelmom pl. Scheuchenstuelom, hkrati z njim pa vse bolj izostrena zavest o problematičnem osebnem socialnem položaju sredi meščanske družbe. Prešernova odvetniška kariera namreč ni bila uspešna, saj je samostojno advokaturo dobil šele po 14 letih, in sicer leta 1846 v Kranju, prej pa je bil koncipient in pisarniški vodja pri ljubljanskem odvetniku Blažu Crobathu. Glavni razlog za neuspešno poklicno pot je bila Prešernova neprilagojenost takratnim družbenim, političnim in verskim normam. Tako je bil kot pripadnik svobodnega mišljenja v nasprotju z vladajočo stranjo, ki mu je življenje postopoma potisnila v provincialni kot, kjer je končal kot meščanski napol deklasiranec, ki mu je ostalo le intelektualno imetje.
To obdobje Prešernovega ustvarjanja je prehodno, saj v njem prihaja do izrazitejšega sovpadanja klasične oblike z ljudsko.

## Interpretacija
Pesem je nastala v mesecih po Čopovi smrti. Glavni vzrok pesnikove nesreče je spoznanje, da ga Julija ne ljubi. Svoje nemirne blodnje primerja z divjanjem viharnih oblakov in valovanjem morja, s tistima pojavoma, ki jima dejavnost določa neka zunanja, obvladujoča ju sila, v tem primeru veter. Tako nemočen je v tem času tudi pesnik, ki ne ve, kam ga žene obup zaradi nevračane ljubezni, kakor oblaki in valovi ne vedo, kam jih žene veter. Ve le to, da ne sme pred ljubljeno. Ta rana je toliko bolj skeleča zaradi tega, ker je pesnik prepričan, da bi ob Julijini ljubezni vse tegobe, tudi žalost zaradi izgube prijatelja, lažje prenašal. Pesnik ni več gospodar svojega življenja in zdi se mu nemogoče, da bi prebolel zavrnitev v ljubezni.
Pesem je v primerjavi s sonetom, ki je v tem času pri Prešernovih ljubezenskih izpovedih prevladoval, enostavnejša. V njej tako opažamo znake, ki težijo k bolj neposrednemu sporočanju.
Prvi tak znak je že začetek pesmi, ki pesnikov obupni položaj uvaja čisto naravnost, s konkretnim poročanjem in opisovanjem (»Ko brez miru okrog divjam, / prijatl'i prašajo me, kam?«). Tako kot začetni del, je tudi sklepni, ki izpoveduje notranjost, v izražanju enostaven, brez metaforične privzdignjenosti (»Samo to znam, samo to vem, / da pred obličje nje ne smem // in da ni mesta vrh zemljé, / kjer bi pozabil to gorje!«). Metaforika je splošno razumljiva (»vihar« – »mogočni gospodar«, »oblak« in »val«), pojmi, ki označujejo notranja stanja, so zelo poenostavljeni (»to znam«, »to vem«, »ne smem«, »bi pozabil«) in nimajo nekih globljih pomenov, kot je to pogosto značilno v sonetih.
V pesmi se pojavljajo enostavne figure ponavljanja, ki predstavljajo most k folklorni poetiki:
- anafora: Prášajte raj' oblak nebá, / prášajte raji val morjá
- anadiploza: Oblak ne ve, in val ne kam, / kam nese me obup, ne znam
- geminacija: Samo to znam, samo to vem

Najbolj opazna je sprememba v zunanji obliki, saj pesem sestoji iz dvovrstičnic v jambskih osmercih, rimana je zaporedno in ne vsebuje verznih prestopov. Gre za ambrozijansko kitico, ki je najpogostejša kitična oblika v ljudskih pripovednih pesmih:
Ko brez miru okrog divjam, U– U– U– U–

prijatl'i prašajo me, kam? U– U– U– U–
Pesem je v obliki samogovora oz. dvogovorno naravnanega samogovora, ki pa ni več naslovljen na Julijin krog niti ne na Julijo samo, kot so bili naslovljeni soneti. Pesnikova beseda je obrnjena k prijateljskemu, bolj osebnemu in bolj intimnemu krogu, v katerem pa Čopa ni več.
Kljub premiku v smer neposrednejše, preprostejše, celo rahlo folklorizirane izpovedi, se dajo v pesmi razbrati približni obrisi sonetnega ustroja. Pesnikov odgovor prijateljem, ki razen uvodne kitice zavzema celotno pesem, je razločno razpolovljen v metaforični in neposredno izpovedni del, pri čemer je pomensko težišče v sklepni kitici, kar pogosto velja za Prešernov sonet: kvartini sta alegorični, v tercinah pa pride do preslikave te alegorije na pesnikovo življenje. Na kavzalni tip sonetne zgradbe pa do neke mere spominja razmerje med vprašalnim in odgovornim delom pesmi. Poleg tega se pojavlja tudi premišljena kompozicija stavčnih in glasovnih enot.
Pomenska težišča so postavljena v začetek, sredino in konec besedila. V prvi kitici je izražen problem (»Ko brez miru okrog divjam, / prijatl'i prašajo me, kam?«), v četrti kitici vzrok zanj (»Oblak ne ve, in val ne kam, / kam nese me obup, ne znam.«), v sklepni kitica pa je stopnjevana bolečina, nastala zaradi vzroka (»in de ni mesta vrh zemljé, / kjer bi pozabil to gorjé.«).
V naslovu poudarjeni a se nadaljuje v moških rimah vse do konca četrte kitice, ki je vrh izpovedi. Nato ga zamenja poudarjeni e, ki teče do sklepa pesmi. Paternu meni, da je vodilna a – e črta v glasovnem barvanju besedila izdelana v povezavi z vsebinsko zgradbo izpovedi – v tem vsebinskem okolju naj bi imela ekspresivno funkcijo, ki izraža muko in bolečino. Rime so moške in večinoma zaprte (izjema sta druga in šesta kitica, ki se končujeta samoglasniško), in sicer z zvočnikoma m ali r, ki bi zaradi ponavljanja lahko imela tudi čustven učinek:
Kám – divjám / kám – nebá / morjá – gospodár / vihár – kám / znám – vém / smém – zemljé / gorjé
Kopičenje omenjenih glasov se pojavlja tudi v notranjem delu besedila in ne le v sklepnem rimanem, npr.:
- poudarjeni a: Prašájte raj' oblak nebá, / prašájte raji val morjá
- r: kadar mogočni gospodar / drvi jih semtertje vihar

Prešernova ljubezenska izpoved se sredi 30-ih let nenadoma začenja obračati k preprostejšemu krogu bralcev in njen pesniški jezik začenja zavzemati preprostejše, k ljudskemu pesništvu obrnjeno izrazje. Resigniranosti nad možnostjo ljubezenske sreče ob ženski iz višje družbe se je postopoma pridruževala tudi resigniranost nad »visoko« poezijo.
Besedilo ne spada več med t. i. klasične pesniške oblike. Prešeren je to izrazil tako, da jo je v Poezijah uvrstil v prvi razdelek, med Pesmi, kamor je postavil tudi vse druge navidez ali v resnici preprostejše, k folklori in k pevnosti naravnane pesmi, ki jih ni štel za »poezije«. Poleg tega pa besedilo nosi na sebi toliko artizma, izšolanega ob visoki poeziji evropske klasike, renesanse in romantike, da spada med Prešernove posebne pesniške proizvode.